# 島田一男 (社会心理学者)
島田 一男（しまだ かずお、1923年3月5日 - 1995年10月5日）は、日本の社会心理学者・評論家。

## 来歴
岩手県生まれ。東京文理科大学心理学科卒、研究科修了。1962年「社会的態度に関する組織的研究」で文学博士の学位を取得。聖心女子大学文学部助教授を経て、教授。1993年定年退任、名誉教授、川村学園女子大学教授、文学部長を務める。日本心理学会理事・日本社会心理学会会長を歴任し、マスコミでも幅広く活躍した。日本社会心理学会名誉会員。

## 著書
- 『世論 どこまで信頼できるか』講談社（ミリオン・ブックス）1959
- 『社会心理学の基底 態度の心理学』大日本図書 1963
- 『明日への良識 昏迷のなかの指標 対談集』産業行動研究所 1969
- 『青年であること その愛と悩みのドキュメント』毎日新聞社 1969
- 『文化女類学 とかく女というものは…』日本経済新聞社 1971
- 『素敵な生活の発見』東京スポーツ新聞社 1973
- 『女の心』ごま書房（ゴマブックス）1973
- 『女心の読み方』ごま書房（ゴマブックス）1976 のちサンマーク文庫
- 『女心のつかみ方』ごま書房（ゴマブックス）1976
- 『女の発想法』ごま書房（ゴマブックス）1977 「女が分かる心理学」三笠書房知的生きかた文庫
- 『女心の変え方』ごま書房（ゴマブックス）1979
- 『単眼複眼 サイコロジストの世相診断』太陽書林 1979
- 『男の見方・選び方』ごま書房（ゴマブックス）1980
- 『女のここが嫌われる』ごま書房（ゴマブックス）1980
- 『うるさい人への手紙きまり文句 これを知るだけで何ンでも書ける』青春出版社 1981.3
- 『女心の説得術』ごま書房 1981 「説得力を強くする心理学」三笠書房知的生きかた文庫
- 『新女の心』ごま書房（ゴマブックス）1981
- 『本当のあなたがわかる本 女性のための女性心理学』PHP研究所（ライフ・カレント）1982
- 『自分の変え方秘訣集』ごま書房（ゴマブックス）1982
- 『女の気持ち男の気持ち 男と女の微妙なズレはこうすれば埋められる』ごま書房 1983
- 『ビジネスマン説得力』広済堂出版(Kosaido books)1984
- 『気ばたらき会話術 人に好かれる話し方』ごま書房 （ゴマブックス）1984 「人に好かれる心理学」三笠書房（知的生きかた文庫）
- 『女の深層心理 隠された心の秘密をあばく!』ごま書房（ゴマブックス）1985
- 『会社を伸ばす!女性社員の心をつかむ本 能力をムリなく倍増させる心理的ノウハウ・秘訣集』広済堂出版 1986
- 『男の気持ちがわかる本 男をどう読み,どうつきあうか』ごま書房（ゴマブックス）1986
- 『こんな相手を選びなさい』広済堂出版 1987 「相手を探す相性テスト」文庫
- 『女のウソの見抜き方 何度だまされたら、目がさめるのか!』ごま書房（ゴマブックス）1987
- 『ただの男ダメな男ほんとうにいい男 男を見抜く女性のための心理講座』ごま書房 1988
- 『恋の心理法則』ごま書房（ゴマブックス）1988 改題「恋愛上手になるための心の法則」
- 『亭主を生かすうまい方法 あなたは、知らずに亭主をダメにしていないか』ごま書房 1989
- 『イエスと言わせる男の説得術』天山文庫 1990
- 『人間の器量の研究 会社の盛衰を左右するトップの人間的魅力とは』ごま書房 1990
- 『紳士の条件 いま、ビジネスマンに求められる品性とは』ごま書房 1990 改題「日本人の品性」
- 『自分の気持ちをきちんと伝える口のきき方』講談社 1991 のち＋α文庫
- 『酒で相手がわかる自分がわかる 飲めば心が丸ハダカになる』広済堂出版(Kosaido books) 1991
- 『島田一男の実用女性学講座』全4巻 ごま書房 1991
- 『自分を強くする心理学』三笠書房（知的生きかた文庫）1992 改題「自分を強化する心理学」
- 『“いい男"の見抜き方 あなたを幸せにする男不幸にする男』ごま書房(Goma books)1992
- 『紳士の時代 モノの豊かさから心の豊かさへ』ごま書房（フロムフォーティズ）1993
- 『腹八分目の生き方 自分をコントロールする欲望の心理学』ごま書房 1993
- 『島田一男博士の女心の練習問題 女性のハートをつかむためのテキストブック』ごま書房 1997
- 『わかっている男とそうでない男でさがつく!! カンジのいい人には理由がある』ごま書房 2006
- 『時代を創ったリーダーの訓え 戦国時代から現代まで、偉人たちの魅力とは』ごま書房 2008

### 共編著
- 『青年心理』小口忠彦共編著 学文社 1973
- 『地域性の社会心理学』編著 ソフィア 1992
- 『妻と上手につきあうための心理講座 ふたりの心の溝を埋めるQ&A 70』西山はじめ共著 ごま書房 2005

### 翻訳
- E.P.ベッティングハウス『説得力あるコミュニケーション』読売新聞社 1971
- ジョージ・シン『やる気を起こせ!』三笠書房 1982 のち知的生きかた文庫
- マーチン・ガードナー『Aha!insight ひらめき思考』1－2  日経サイエンス社 1983
- ラス・V.ホルスカー『可能性をたたき出せ!』三笠書房 1984

## 論文
- 「ミュラー・リヤー錯視に関する文献の整理」 『心理学研究』 第23巻 2号 1952
- 「社会態度」「協力・競争・衝突」 日本応用心理学会編 『心理学講座 10. 社会心理』 中山書店 1953
- 「職業の社会心理」 日本応用心理学会・日本職業指導協会編  『職業指導講座 第2巻』 中山書店 1955
- 「社会心理学の立場から見た酒」 九学会連合編 『人類科学』 第8集 1956
- 「動機と態度」 尾高邦雄ほか編 『現代社会心理学講座 2. 社会的人間』 中山書店 1958
- 小玉正任と共編 「社会測定法」 『講座現代社会心理学 1. 社会心理学の基礎』 中山書店 1959
- 菊池章夫と共著 「国民性・民族性・地域性の心理」 『性格心理学講座 2. 性格の形成』 金子書房 1960
- 「”日本人のパーソナリティ”研究の概観-とくに心理学的について」 『年報社会心理学』 第3号 1962
- 菊池章夫と共著 「社会的態度の研究史-問題意識と方法論を中心に」 『心理学評論』 第9巻 2号 1965
- 「社会的態度・道徳的態度」 日本児童研究所編 『児童心理学の進歩 1965年版』 金子書房 1965
- 「日本人と風土」 『現代心理学シリーズ：日本人の性格』 朝倉書店 1970
- Attitudes toward Disaster Defense Organization and Volunteer Activities in Emergencies, Disaster Research Center Ohio University, 1972
- 「家族と社会心理学-政治的社会化を例として」 滝沢清人ほか編 『現代人の病理 3. 家族の臨床社会心理学』 誠信書房 1973
- 「奄美中学生の生活について-テレビ視聴と生活態度を中心に」 『人類科学』 九学会連合 33 1981
- 「行動の機構・態度変容の心理学」 『講座現代の心理学 7. 個人・集団・社会』 小学館 1982
- 「高校生の人生価値意識」 『人類科学』 九学会連合 34 1982
- 「モチベーション・リサーチ再考」 『年報社会心理学』 第25号 1984
- 「コミュニティーの心理学」 『講座人間関係の心理学 5. 近隣社会の人間関係』 ブレーン出版 1988